# Диктатура Пятса

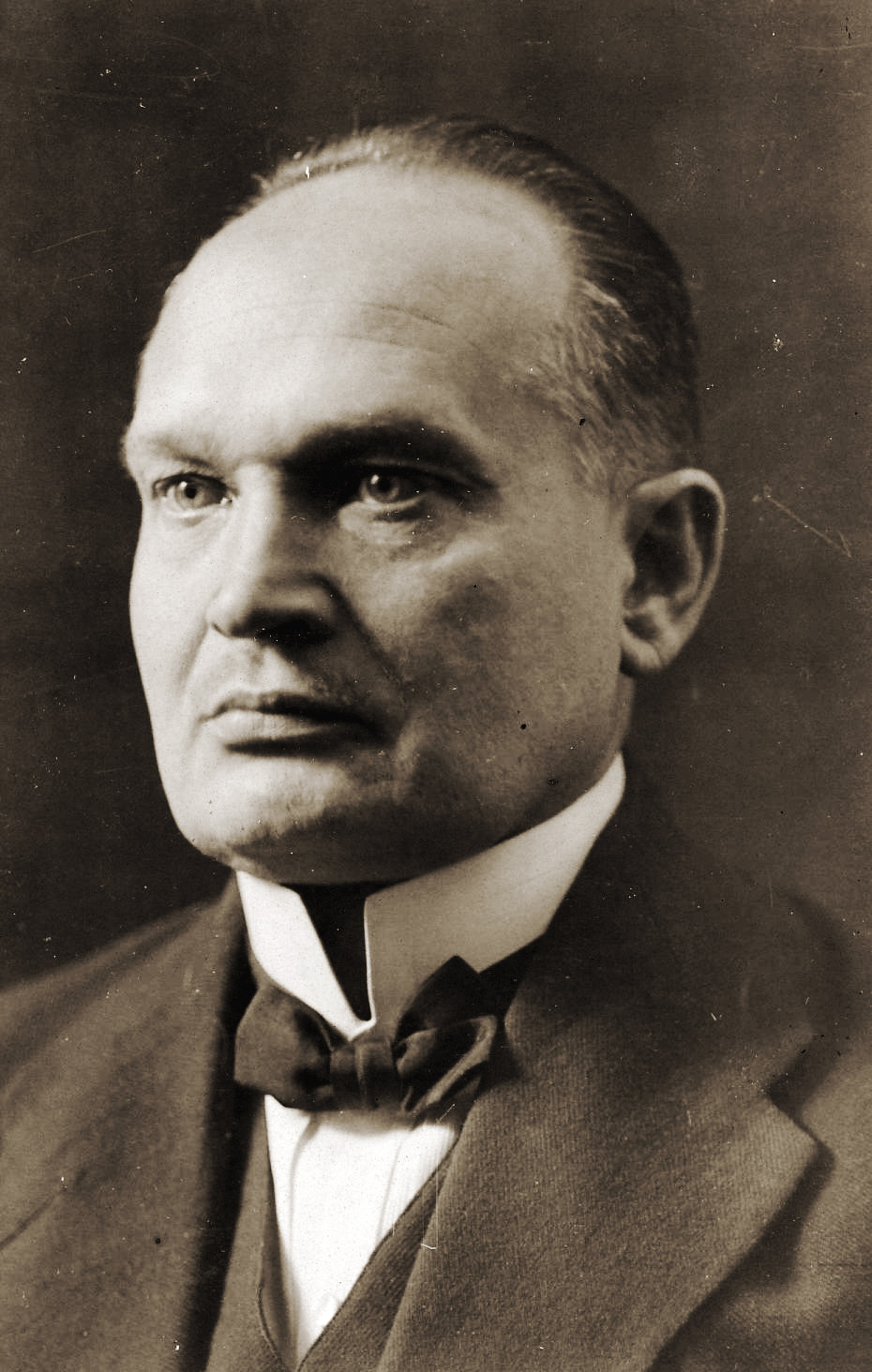
Костянтин Пятс

Диктатура Пятса (режим Пятс, «епоха мовчання», «епоха безмовності»; ест. vaikiv ajastu) — період в історії Естонії (12 березня 1934 — 12 жовтня 1939 року), що наступив в результаті державного перевороту 1934 року і характеризувався відсутністю демократичних свобод, посиленням естонського націоналізму, а також істотним зростанням економіки країни. Даний період історії Естонії неоднозначно трактується як в самій Естонії, так і за її межами.

## Встановлення диктатури
Друга конституція набрала чинності в січні 1934 року, Костянтин Пятс обійняв посаду прем'єр-міністра з обов'язками державного старійшини (президента). Побоюючись неминучої перемоги партії «вапсов» на майбутніх виборах і, користуючись наданими новою конституцією майже диктаторськими повноваженнями, 12 березня 1934 року, спільно з Йоганом Лайдонера, який знову очолив естонську армію, здійснив державний переворот. В результаті військового перевороту було встановлено авторитарне правління і оголошено про запровадження надзвичайного стану. Пятс був оголошений Державним Протектором Естонії (Riigihoidja), Ліга ветеранів була заборонена, близько 400 членів цієї організації було заарештовано, вибори скасовані, повноваження Рійґікоґу 5-го скликання, що схвалив дії Пятс і Лайдонера, були продовжені. Незважаючи на це, в жовтні 1934 року Державне збори (Рійгікогу) було розпущено.
Варто зазначити, що атмосфера епохи в країнах Східної Європи сприяла встановленню диктатури. Диктатури вже оформилися в Польщі (1926), Литві (1926), Німеччині, СРСР. У тому ж 1934 році диктатура була встановлена і в Латвії.

## Політика
Розпочатий період, званий «епохою безмовності», характеризувався згортанням парламентської демократії і авторитарним правлінням. Країною фактично правив тріумвірат, що складався з президента (Костянтин Пятс), головнокомандувача армією (Йоган Лайдонер) і міністра внутрішніх справ (Каарел Еенпалу). У березні 1935 року, в Естонії була введена однопартійна система. Всі політичні партії були заборонені, замість них було створено єдину правлячу — «Ісамаалійт» (« Союз вітчизни»). В 1934 — 1938 роках парламент не збирався. При підготовці референдуму секретний циркуляр уряду органам виконавчої влади на місцях наказував: «До голосування не треба допускати таких осіб, про яких відомо, що вони можуть голосувати проти національних зборів … їх треба негайно віддавати в руки поліції». У 50-ти округах із 80 вибори взагалі не проводилися. Утім, щоб надати своєму авторитарному правлінню демократичного вигляду, через чотири роки після відкритої диктатури Пятс організував обрання самого себе президентом.

## Економіка
У другій половині 1930-х років почалося зростання промислового виробництва (до 14 % на рік). До 1938 року частка промисловості в національному доході досягла 32 %. Частка промислової продукції в естонському експорті зросла з 36 % наприкінці 1920-х до 44 % до кінця 1930-х. Були створені нові підприємства, вдосконалені виробничі технології. Видобуток горючого сланцю до 1939 року досяг 2 млн тонн, було вироблено 181 тис. тонн сланцевого масла та 22,5 тис. тонн сланцевого бензину. Велике значення для економіки країни мали текстильна, хімічна та харчова промисловість, металообробка, деревообробка, виробництво паперу, видобуток торфу і фосфоритів. Було розвинене сільське господарство. У деяких галузях промисловості домінував іноземний капітал.
Головними торговими партнерами були Велика Британія та Німеччина. Частка СРСР у зовнішньоторговельному обороті до кінця 1930-х помітно скоротилася. Естонія експортувала м'ясні продукти, масло, рибу, яйця, текстильні товари, папір, целюлозу, фанеру, сланцеве масло і бензин, цемент і скло; імпортувалися промислова продукція та сировина.
Особливістю економіки Естонії 1930-х років став розвиток кооперативного руху. У 1939 році «Кооперативний союз Естонії» об'єднував понад 3 тис. кооперативів, які налічували 284 тис. членів. 200 кооперативних банків обслуговували 77 тис. клієнтів, мали 52 % всіх депозитів у країні і видали 51 % всіх позик. 314 молочних кооперативів з 32 тис. членів виготовили 98 % масла і 17 % сиру Естонії.

## Націоналізм
Пятс особисто ініціював масштабну кампанію з естонізації імен та прізвищ. В результаті кампанії з естонізації до 1940 року своє прізвище естоніїзувало майже 250 000 громадян країни. Втім, у процес примусової естонізації антропонімів в другій половині 1930-х років найактивніше залучалися самі етнічні естонці, що мали німецькі прізвища, які їм в XIX столітті давали остзейські німці, а також сету, які до цього носили російські імена і прізвища.
Численні російськомовні, німецькомовні та шведськомовні громадяни могли також змінити прізвища, але в добровільному порядку. Хоча дискримінація за мовною ознакою була узаконена в державному секторі, на зміну імен пішли далеко не всі представники національних меншин країни. Пятс, мати якого була росіянкою, вирішив все ж відсторонитися від крайніх правих, які виступали за тісну співпрацю з нацистською Німеччиною, і в цілому схилявся до підтримки СРСР.